# Li Wanfang
Li Wanfang, född 1692, död 1767, var en kinesisk författare. 
Hon tillhörde en ämbetsfamilj i Guangdong och var mor till Liang Wei. Hon var aktiv som författare och utgav två böcker, Nu-hsueh yen-hsing och Tu-shih kuan-ch'en. Som författare blev hon föremål för biografier och gjordes till en idealisk kvinnoförebild enligt traditionell kinesisk könsroll. Hon beskrivs som sådan som en plikttrogen och lydig dotter, en lojal och uppoffrande svärdotter, en uppoffrande hustru, en plikttrogen och noggrann uppfostrare av sina barn, och en mor som hennes son av respekt gärna åtlydde och rättade sig efter. Hon var också respekterad och erkänd för sin begåvning av samtida manliga intellektuella, men det är som moralisk förebild hon främst blev känd.   